# Yannis Sakellarakis

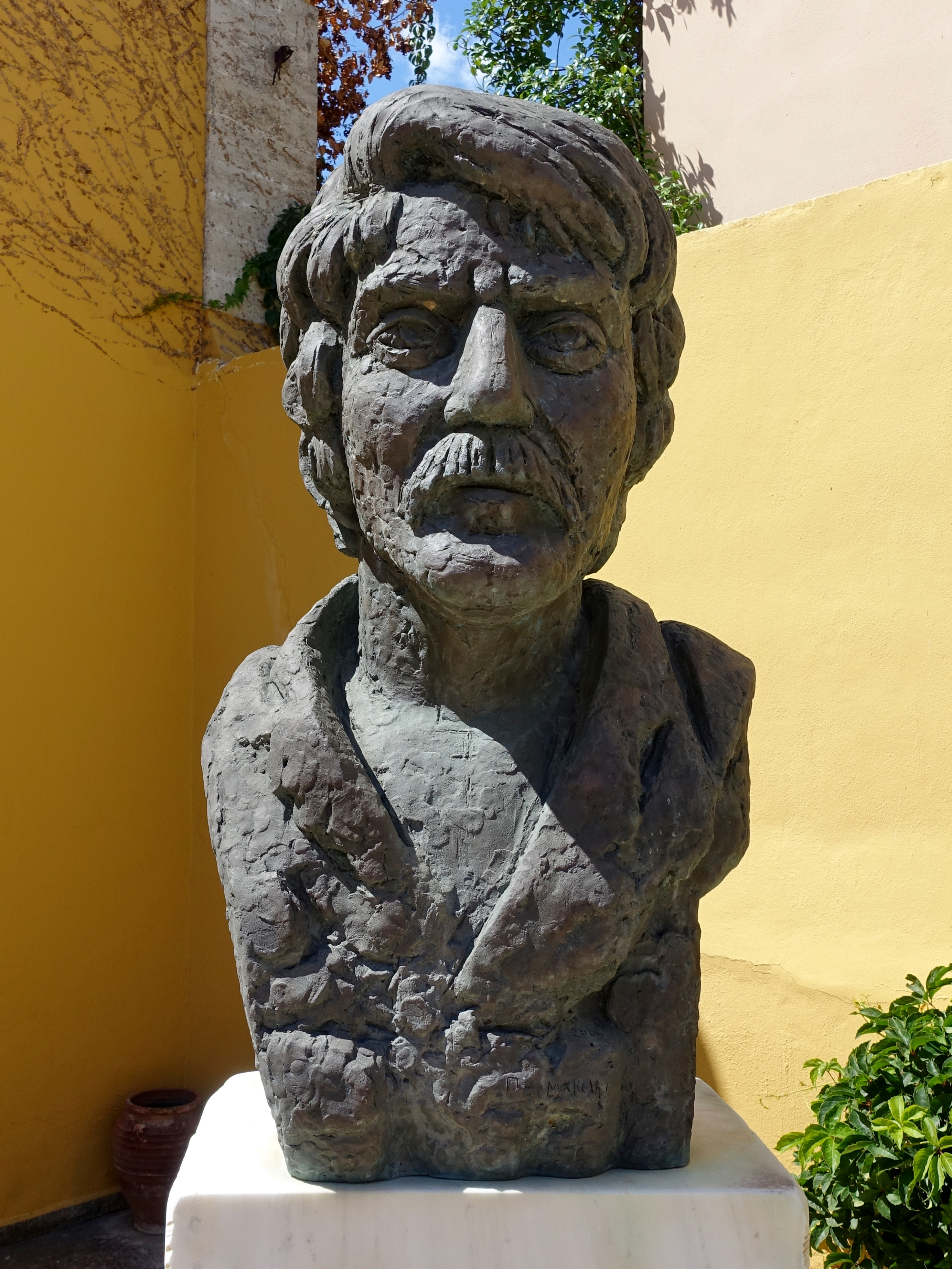
Monumento a Yannis Sakellarakis en el Museo Arqueológico de Arjanes, Creta, Grecia

Yannis Sakellarakis (en griego: Γιάννης Σακελλαράκης 1936 - 28 de octubre de 2010) fue un arqueólogo griego. 
Nació en Atenas. Fue miembro de la Sociedad Arqueológica de Atenas desde 1963. Ostentó el cargo de director del Museo Arqueológico de Heraclión entre 1980 y 1987 y el de subdirector del Museo Arqueológico Nacional de Atenas entre 1987 y 1994. Además, fue profesor en las universidades de Atenas, de Hamburgo y de Heidelberg. Obtuvo el doctorado en esta última universidad.
Dirigió numerosas excavaciones, principalmente en la isla de Creta, donde destacan sus trabajos en Arjanes, en la Cueva del Ida y en Zóminthos. En Arjanes destacó su labor en el descubrimiento de la necrópolis de Furni a partir de 1964 y de los restos del Templo de Anemospilia en 1979. Entre los hallazgos de Anemospilia se encontraron restos humanos en un contexto tal que Sakellarakis interpretó como una prueba de que en la civilización minoica se practicaban sacrificios humanos. También excavó en Citera entre 1992 y 1994. A menudo trabajó junto con la arqueóloga Efi Sapouna, que fue también su esposa.
Entre sus publicaciones más destacadas pueden citarse Κρήτη Αρχάνες (junto con Efi Sapouna, 1994) y Κύθηρα. Το μινωϊκό ιερό κορυφής στον Αγιο Γεώργιο στο Βουνό (publicado póstumamente, en 2012).